# Blepharis obermeyerae
Blepharis obermeyerae är en akantusväxtart som beskrevs av K. Vollesen. Blepharis obermeyerae ingår i släktet Blepharis och familjen akantusväxter. Inga underarter finns listade i Catalogue of Life.